# Kaj Andresen
Kaj Andresen (7. april 1907 i Vedslet – 26. juni 1998) var en dansk politiker (Socialdemokraterne) og minister.
Valgt til Folketinget første gang 1947 i Skanderborg-kredsen.
Medlem af Folketinget 1947-71.
- Boligminister i Regeringen Jens Otto Krag II fra 26. september 1964 til 2. februar 1968.